# 栗丘駅
栗丘駅（くりおかえき）は、北海道（空知総合振興局）岩見沢市栗沢町栗丘にある北海道旅客鉄道（JR北海道）室蘭本線の駅である。電報略号はクオ。事務管理コードは▲130335。

## 歴史

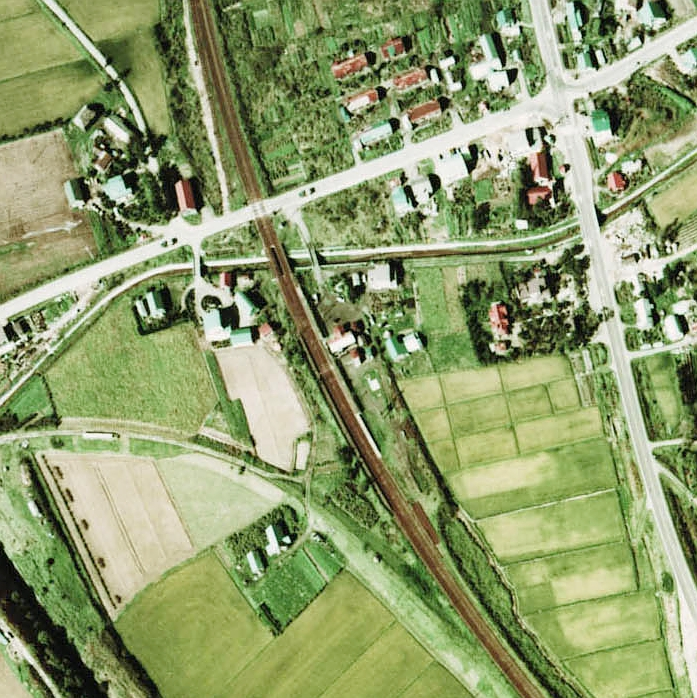
1976年の栗丘駅と周囲500m範囲。上が岩見沢方面。少しずれた相対式ホーム2面2線で、跨線橋はまだ設置されていない。道道340号線から踏切手前の細い脇道を入り込む分かりにくい位置にあり、駅舎は普通の駅と異なって切妻が線路方向を向いた横置きになっていて、改築した現在も同様に横向きに置かれている。

戦時輸送増強のために信号場として設けられ、終戦とともに役割を終えて廃止となるところを、町内有志による陳情とホーム造成により開駅となった。当初は信号場の本屋を駅舎として流用したため待合室を持たなかった。

### 年表
- 1943年（昭和18年）9月25日：国有鉄道室蘭本線の栗丘信号場として設置[1][3]。
- 1946年（昭和21年）4月1日：駅に昇格。栗丘駅となる。一般駅。[1][3]
- 1947年（昭和22年）12月1日：車扱貨物の取扱開始[4]。
- 1948年（昭和23年）11月：駅舎増築[3]。
- 1972年（昭和47年）3月15日：貨物取扱い廃止[1]。
- 1980年（昭和55年）5月15日：荷物取扱い廃止[1]。同時に無人化[3][5]。
- 1982年（昭和57年）：駅舎改築[3]。
- 1987年（昭和62年）4月1日：国鉄分割民営化によりJR北海道に継承[1]。
- 1990年（平成2年）4月23日：栗山駅 - 当駅間の栗山トンネルが崩壊し同区間が単線となる。

### 駅名の由来
当駅の所在する地名より。1973年に国鉄北海道総局が発行した『北海道　駅名の起源』では「付近の小高い丘に、栗の木がたくさんあるところから」付けられた和名であるとしているが、このほかアイヌ語の「クッタㇽウㇱ（kuttar-us）」（イタドリ・多い〔沢〕）に字を当てたとする説、1940年（昭和15年）に設定された部落会名が由来である説がある。

## 駅構造
単式ホーム1面1線を有する地上駅。ホームは線路の東側（岩見沢方面に向かって右手側、旧1番線）に存在する。転轍機を持たない棒線駅となっている。かつては相対式ホーム2面2線を有する、単線区間と複線区間の接点となる列車交換可能な交換駅であった。互いのホームは1番線ホーム中央部分と2番線ホーム中央部分を結んだ跨線橋で連絡していた。跨線橋はL字を背中合わせに付けた形態であった。線路東側の駅舎側ホームが上り1番線、対向側ホームが下り2番線となっていた。そのほか2番線のみに安全側線を1線有していた。かつての旧ホームと跨線橋や廃止された下り線はまだ残存している。またホーム附近の岩見沢方の線路は転轍機の名残で湾曲している。
追分駅管理の無人駅。駅舎は構内の東側（岩見沢方面に向かって右手側）に位置し単式ホーム北側に、ホームに対し正面が90度の向きで接している。有人駅時代の駅舎は改築され、安平駅、三川駅、古山駅と同型の駅舎となっている。但し当駅のみ長さが短い。駅舎内に待合所のほか管理事務室、トイレを有する。

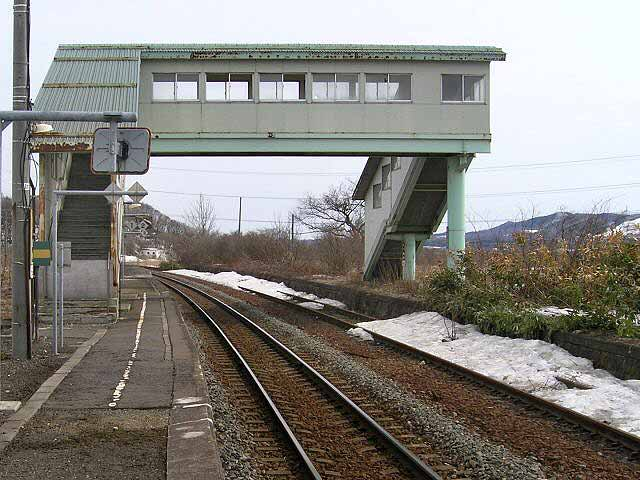
ホーム（栗山方面を望む） （2005年4月）
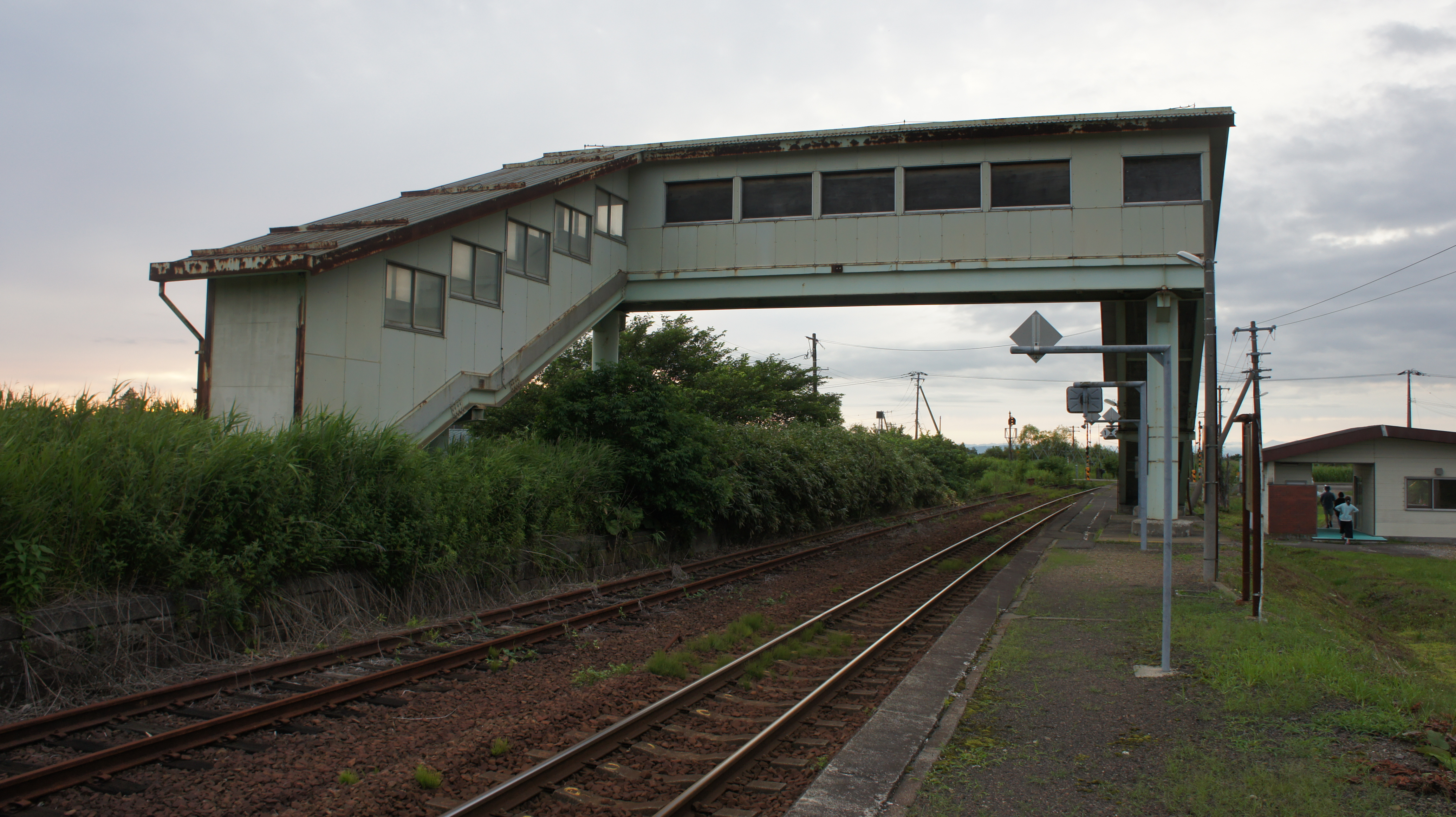
ホーム（栗沢方面を望む） （2017年7月）
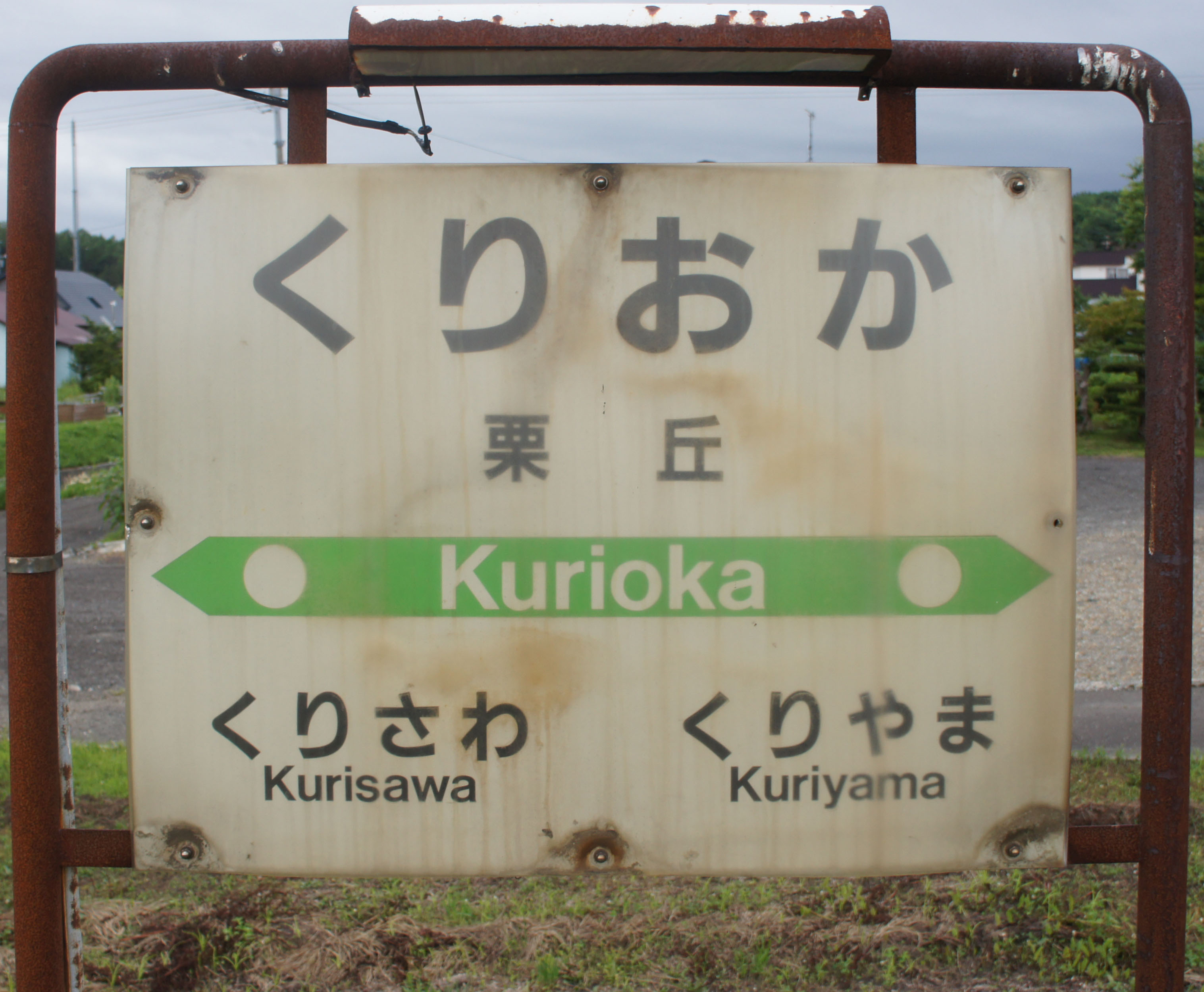
駅名標（2017年7月）

## 利用状況
乗車人員の推移は以下のとおり。年間の値のみ判明している年については、当該年度の日数で除した値を括弧書きで1日平均欄に示す。乗降人員のみが判明している場合は、1/2した値を括弧書きで記した。また、「JR調査」については、当該の年度を最終年とする過去5年間の各調査日における平均である。
| 年度               | 乗車人員 | 乗車人員 | 乗車人員 | 出典       | 備考              |
| 年度               | 年間     | 1日平均  | JR調査   | 出典       | 備考              |
| ------------------ | -------- | -------- | -------- | ---------- | ----------------- |
| 1981年（昭和56年） |          | 8        |          | [ 11 ]     | 1日乗降客数：16人 |
| 1992年（平成04年） |          | 4        |          | [ 10 ]     | 1日乗降客数：8人  |
| 2016年（平成28年） |          |          | 10.2     | [ JR北 2 ] |                   |
| 2017年（平成29年） |          |          | 9.6      | [ JR北 3 ] |                   |
| 2018年（平成30年） |          |          | 7.8      | [ JR北 4 ] |                   |
| 2019年（令和元年） |          |          | 6.4      | [ JR北 5 ] |                   |
| 2020年（令和02年） |          |          | 5.6      | [ JR北 6 ] |                   |
| 2021年（令和03年） |          |          | 5.4      | [ JR北 7 ] |                   |
| 2022年（令和04年） |          |          | 4.2      | [ JR北 8 ] |                   |
| 2023年（令和05年） |          |          | 4.0      | [ JR北 9 ] |                   |

## 駅周辺
田園地帯の集落にある駅で、農家の経営する飲食店（いわゆるファームレストラン）も見受けられる。そのほか様々なゴルフ場が点在している事から「ゴルフ場銀座」とも呼ばれる。
- 国道234号
- 北海道道340号栗丘幌向停車場線
- 北海道中央バス（岩見沢営業所）「栗丘」停留所[13]
- 栗丘ライディングパーク（オフロードバイク用コース。大会が開催される事もある。）
- 栗の森公園
- 北長沼水郷公園

## その他

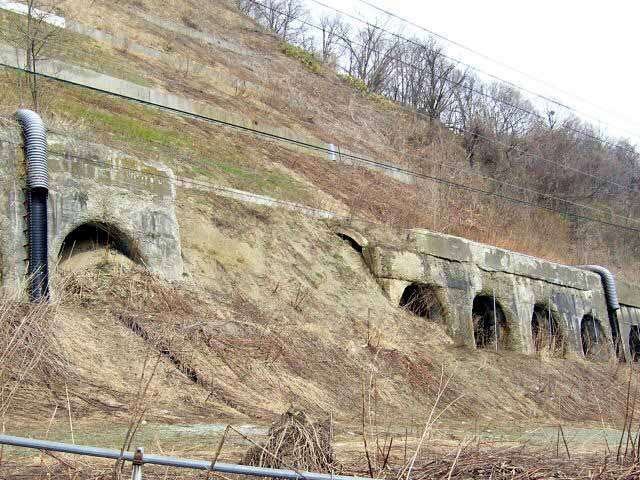
修繕されず放棄されたトンネル（2005年4月）

かつては由仁駅から当駅まで複線区間であったが、1990年（平成2年）に栗山駅 - 当駅間の下り線にある栗山トンネルの明かり取りの部分が崩壊したため、栗山駅 - 当駅間の下り線を廃止して単線区間になった。

## 隣の駅
北海道旅客鉄道（JR北海道）
室蘭本線
栗山駅 - 栗丘駅 - 栗沢駅

### JR北海道
1. ↑  線区別のご利用状況
2. ↑  「■室蘭線(沼ノ端・岩見沢間)」『駅別乗車人員  特定日調査（平日）に基づく』（PDF）（レポート）北海道旅客鉄道、2017年12月8日、8頁。オリジナルの2021年3月4日時点におけるアーカイブ。2025年6月19日閲覧。
3. ↑  「■室蘭線(沼ノ端・岩見沢間)」『駅別乗車人員  特定日調査（平日）に基づく』（PDF）（レポート）北海道旅客鉄道、2018年7月2日、8頁。オリジナルの2021年3月4日時点におけるアーカイブ。2025年6月19日閲覧。
4. ↑  「■室蘭線(沼ノ端・岩見沢間)」『駅別乗車人員  特定日調査（平日）に基づく』（PDF）（レポート）北海道旅客鉄道、2019年10月18日、8頁。オリジナルの2021年3月4日時点におけるアーカイブ。2025年6月19日閲覧。
5. ↑  「■室蘭線(沼ノ端・岩見沢間)」『駅別乗車人員  特定日調査（平日）に基づく』（PDF）（レポート）北海道旅客鉄道、2020年10月30日、8頁。オリジナルの2022年1月30日時点におけるアーカイブ。2025年6月19日閲覧。
6. ↑  「■室蘭線(沼ノ端・岩見沢間)」『駅別乗車人員  特定日調査（平日）に基づく』（PDF）（レポート）北海道旅客鉄道、7頁。オリジナルの2023年5月11日時点におけるアーカイブ。2025年6月19日閲覧。
7. ↑  「■室蘭線(沼ノ端・岩見沢間)」『駅別乗車人員  特定日調査（平日）に基づく』（PDF）（レポート）北海道旅客鉄道、7頁。オリジナルの2022年9月3日時点におけるアーカイブ。2022年9月3日閲覧。
8. ↑  「■室蘭線(沼ノ端・岩見沢間)」『駅別乗車人員  特定日調査（平日）に基づく』（PDF）（レポート）北海道旅客鉄道、7頁。オリジナルの2023年11月10日時点におけるアーカイブ。2023年11月10日閲覧。
9. ↑  「■室蘭線(沼ノ端・岩見沢間)」『駅別乗車人員  特定日調査（平日）に基づく』（PDF）（レポート）北海道旅客鉄道、2024年、7頁。オリジナルの2024年11月25日時点におけるアーカイブ。2024年9月9日閲覧。